# Чемпіонат Європи з футболу 2012 (кваліфікаційний раунд, група H)
Матчі Групи H кваліфікаційного раунду Євро-2012 тривали з 3 вересня 2010 по 11 жовтня 2011. Збірна Данії, зайнявши перше місце, кваліфікувалася на Євро-2012, а збірна Португалії з другого місця потрапила у раунд плей-оф.
| М  | Команда    | І | В | Н | П | МЗ | МП | РМ  | О  |
| -- | ---------- | - | - | - | - | -- | -- | --- | -- |
| 1. | Данія      | 8 | 6 | 1 | 1 | 15 | 6  | +9  | 19 |
| 2. | Португалія | 8 | 5 | 1 | 2 | 21 | 12 | +9  | 16 |
| 3. | Норвегія   | 8 | 5 | 1 | 2 | 10 | 7  | +3  | 16 |
| 4. | Ісландія   | 8 | 1 | 1 | 6 | 6  | 14 | −8  | 4  |
| 5. | Кіпр       | 8 | 0 | 2 | 6 | 7  | 20 | −13 | 2  |

### Результати
| 03.09.2010 |

| Португалія                                      | 4:4      | Кіпр                                              |
| ----------------------------------------------- | -------- | ------------------------------------------------- |
| Алмейда 8' Мейреліш 29' Данні 50' Фернандеш 60' | Протокол | Алонефтіс 3' Константіну 11' Оккас 57' Авраам 89' |

| Афонсу Енрікеш, Гімарайнш Глядачів: 9 100 Арбітр: Марк Клаттенбург (Англія) |

| 03.09.2010 |

| Ісландія      | 1:2      | Норвегія                    |
| ------------- | -------- | --------------------------- |
| Гельґюсон 38' | Протокол | Ганґеланн 58' Абделлауї 75' |

| Лауґардалсвеллур, Рейк'явік Глядачів: 6 137 Арбітр: Лука Банті (Італія) |

| 07.09.2010 |

| Данія           | 1:0      | Ісландія |
| --------------- | -------- | -------- |
| Каленберг 90+1' | Протокол |          |

| Паркен, Копенгаген Глядачів: 18 908 Арбітр: Дуглас Макдональд (Шотландія) |

| 07.09.2010 |

| Норвегія      | 1:0      | Португалія |
| ------------- | -------- | ---------- |
| Гусеклепп 21' | Протокол |            |

| Уллевол, Осло Глядачів: 24 535 Арбітр: Лоран Дюамель (Франція) |

| 08.10.2010 |

| Португалія                   | 3:1      | Данія             |
| ---------------------------- | -------- | ----------------- |
| Нані 29', 30' К. Роналду 85' | Протокол | Карвалью 79' (аг) |

| Драгау, Порту Глядачів: 27 117 Арбітр: Ерік Брамхар (Нідерланди) |

| 08.10.2010 |

| Кіпр      | 1:2      | Норвегія           |
| --------- | -------- | ------------------ |
| Оккас 58' | Протокол | Ріїсе 2' Кар'ю 42' |

| Антоніс Пападопулос, Ларнака Глядачів: 7 648 Арбітр: Серж Гуменни (Бельгія) |

| 12.10.2010 |

| Данія                      | 2:0      | Кіпр |
| -------------------------- | -------- | ---- |
| Расмуссен 48' Лоренцен 81' | Протокол |      |

| Паркен, Копенгаген Глядачів: 15 544 Арбітр: Сесар Муніс Фернандес (Іспанія) |

| 12.10.2010 |

| Ісландія      | 1:3      | Португалія                             |
| ------------- | -------- | -------------------------------------- |
| Гельґюсон 17' | Протокол | К. Роналду 3' Мейреліш 27' Поштіга 72' |

| Лауґардалсвеллур, Рейк'явік Глядачів: 9 755 Арбітр: Томас Айнваллер (Австрія) |

| 26.03.2011 |

| Норвегія      | 1:1      | Данія         |
| ------------- | -------- | ------------- |
| Гусеклепп 81' | Протокол | Роммедаль 27' |

| Уллевол, Осло Глядачів: 24 828 Арбітр: Енріко Роккі (Італія) |

| 26.03.2011 |

| Кіпр | 0:0      | Ісландія |
| ---- | -------- | -------- |
|      | Протокол |          |

| ГСП, Нікосія Глядачів: 2 088 Арбітр: Дарко Чеферін (Словенія) |

| 04.06.2011 |

| Португалія  | 1:0      | Норвегія |
| ----------- | -------- | -------- |
| Поштіга 53' | Протокол |          |

| Луж, Лісабон Глядачів: 47 829 Арбітр: Джюнейт Чакир (Туреччина) |

| 04.06.2011 |

| Ісландія | 0:2      | Данія                 |
| -------- | -------- | --------------------- |
|          | Протокол | Шйоне 60' Еріксен 75' |

| Лауґардалсвеллур, Рейк'явік Глядачів: 7 629 Арбітр: Фірат Айдинус (Туреччина) |

| 02.09.2011 |

| Норвегія             | 1:0      | Ісландія |
| -------------------- | -------- | -------- |
| Абделлауї 88' (пен.) | Протокол |          |

| Уллевол, Осло Глядачів: 22 381 Арбітр: Овідіу Гацеган (Румунія) |

| 02.09.2011 |

| Кіпр | 0:4      | Португалія                                         |
| ---- | -------- | -------------------------------------------------- |
|      | Протокол | К. Роналду 35' (пен.), 82' Алмейда 84' Данні 90+2' |

| ГСП, Нікосія Глядачів: 15 444 Арбітр: Енріко Роккі (Італія) |

| 06.09.2011 |

| Данія             | 2:0      | Норвегія |
| ----------------- | -------- | -------- |
| Бендтнер 24', 44' | Протокол |          |

| Паркен, Копенгаген Глядачів: 37 167 Арбітр: Стефан Ланнуа (Франція) |

| 06.09.2011 |

| Ісландія      | 1:0      | Кіпр |
| ------------- | -------- | ---- |
| Сіґторссон 5' | Протокол |      |

| Лауґардалсвеллур, Рейк'явік Глядачів: 5 267 Арбітр: Бошко Йованетич (Сербія) |

| 07.10.2011 |

| Португалія                                        | 5:3      | Ісландія                                     |
| ------------------------------------------------- | -------- | -------------------------------------------- |
| Нані 13', 21' Поштіга 44' Моутінью 81' Елізеу 87' | Протокол | Йонассон 48', 68' Ґ. Сіґурдссон 90+4' (пен.) |

| Драгау, Порту Глядачів: 35 715 Арбітр: Бас Нейхейс (Нідерланди) |

| 07.10.2011 |

| Кіпр         | 1:4      | Данія                                       |
| ------------ | -------- | ------------------------------------------- |
| Авраам 45+1' | Протокол | Якобсен 7' Роммедаль 11', 22' Крон-Делі 20' |

| ГСП, Нікосія Глядачів: 1 800 Арбітр: Маріо Страхоня (Хорватія) |

| 11.10.2011 |

| Данія                      | 2:1      | Португалія      |
| -------------------------- | -------- | --------------- |
| Крон-Делі 13' Бендтнер 63' | Протокол | К.Роналду 90+2' |

| Паркен, Копенгаген Глядачів: 37 012 Арбітр: Нікола Ріццолі (Італія) |

| 11.10.2011 |

| Норвегія                          | 3:1      | Кіпр      |
| --------------------------------- | -------- | --------- |
| Педерсен 25' Кар'ю 34' Хьоглі 65' | Протокол | Оккас 42' |

| Уллевол, Осло Глядачів: 13 490 Арбітр: Вільям Коллум (Шотландія) |

## Бомбардири
5 голів
- Кріштіану Роналду (1 пен.)

4 голи
- Нані

3 голи
| - Ніклас Бендтнер - Денніс Роммедаль | - Йоанніс Оккас - Елдер Поштіга |  |

2 голи
| - Хейдар Хельгусон - Хальгріммур Йонассон - Андреас Авраам | - Мохаммед Абделлауи - Джон Кар'ю - Ерік Хусеклепп | - Раул Мейрелеш - Угу Алмейда - Данні |

1 гол
| - Томас Каленберг - Каспер Лорентцен - Мортен Расмуссен - Лассе Шоне - Крістіан Еріксен - Ларс Якобсен | - Мікаель Крон-Делі - Колбейн Сігторссон - Гюльфі Сігурдссон (1 пен.) - Михаліс Константіну - Ефстатіос Алонефтіс - Мортен Ґамст Педерсен | - Йон Арне Ріїсе - Бреде Хангеланд - Том Хьоглі - Мануел Фернандеш - Жоау Моутінью - Елізеу |

1 Автогол
- Рікарду Карвалью (в матчі з Данією)

## Глядачі
| Команда    | Найбільше | Найменше | Всього  | Середня кількість |
| ---------- | --------- | -------- | ------- | ----------------- |
| Данія      | 37,167    | 15,544   | 108,631 | 27,158            |
| Ісландія   | 9,767     | 5,267    | 28,800  | 7,200             |
| Кіпр       | 15,444    | 2,088    | 27,588  | 6,897             |
| Норвегія   | 24,828    | 13,490   | 85,234  | 21,309            |
| Португалія | 47,829    | 9,100    | 119,761 | 29,940            |